# ホルツハイム (ディリンゲン・アン・デア・ドナウ郡)
ホルツハイム (ドイツ語: Holzheim) は、ドイツ連邦共和国バイエルン州シュヴァーベン行政管区のディリンゲン・アン・デア・ドナウ郡に属す町村（以下、本項では便宜上「町」と記述する）である。

## 地理
この町はディリンゲン・アン・デア・ドナウ郡の南部に位置しており、アウクスブルク郡と境を接している。
この町は6つのゲマインデタイル（村落、集落、開墾地などの小地区）からなる。
- アルテンバイント
- エラーバッハ
- エピスブルク
- フルテンバッハ
- ホルツハイム
- ヴァイジンゲン

この町は、アルテンバイント、エラーバッハ、エピスブルク、ホルツハイム、ヴァイジンゲンの5つのゲマインデタイル（合併前の旧自治体にあたる地区）に分けられる。

## 歴史

### 自治体の成立まで
ホルツハイム、フルテンバッハ修道院、および現在のゲマインデタイルは1803年までアウクスブルク聖堂参事会領で、その後バイエルン領となった。バイエルン王国の行政改革に伴う1818年の自治体令によって自治体ホルツハイムが成立した。

### 町村合併
バイエルン州の地域再編に伴い、1975年1月1日にそれまで独立した自治体であったエラーバッハが合併した。1978年5月1日にエピスブルクとヴァイジンゲン（これ以前の1970年10月1日にアルテンバイントがヴァイジンゲンに合併していた）がこれに加わった。

## 住民

### 人口推移
| 年         | 1961 | 1970 | 1987 | 1991 | 1995 | 2000 | 2005 | 2010 | 2015 | 2020 |
| ---------- | ---- | ---- | ---- | ---- | ---- | ---- | ---- | ---- | ---- | ---- |
| 人口（人） | 2583 | 2780 | 3240 | 3478 | 3692 | 3732 | 3761 | 3735 | 3692 | 3696 |

1988年から2018年までの間にこの町の人口は、3269人から3660人に、391人、約 12 % 増加した。

## 行政

### 議会
ホルツハイムの町議会は、16議席の議員と第1町長で構成されている。

### 首長
第1町長は、2020年5月からジモン・ペーターが務めている。彼は3つの freie Wählergruppen からの推薦を受け、対立候補がいない選挙で 93.14 % の支持票を獲得して町長に選出された。彼の前任者はエルハルト・フリーゲルで、1990年5月から2020年4月まで町長を務めたが、2020年の選挙には出馬しなかった。

### 財政
2022年のこの町の税収は、4,269,000ユーロで、このうち1,320,000ユーロが産業税であった。同じ年のこの町の負債額は750,000ユーロであった。

### 紋章
図柄: 頂部は赤地と銀地に左右二分割。その下の主部は銀地と青地に左右二分割。向かって左に、左（向かって右）を向いて直立する金の冠を被り金の爪で威嚇する青い獅子。向かって右には、6つの突起がある金の星が3つ斜めに配置されている。
解説: 赤-銀に左右二分割された頂部は、かつてアウクスブルク司教領（1803年まで）に属していた事を示している。向かって左半分に描かれた獅子は、アーデルマン伯家の紋章から採られた。これは人文主義者のコンラート・アーデルマン・フォン・アーデルマンスフェルデンがホルツハイムで暮らし、1547年にこの地で亡くなったことに由来する。青地に3つの星は、ホルツハイム出身の修道院長ミヒャエル・ドプラー・フォン・デッギンゲンの紋章から採られた。
この紋章は1967年に認可された。

## 文化と見どころ

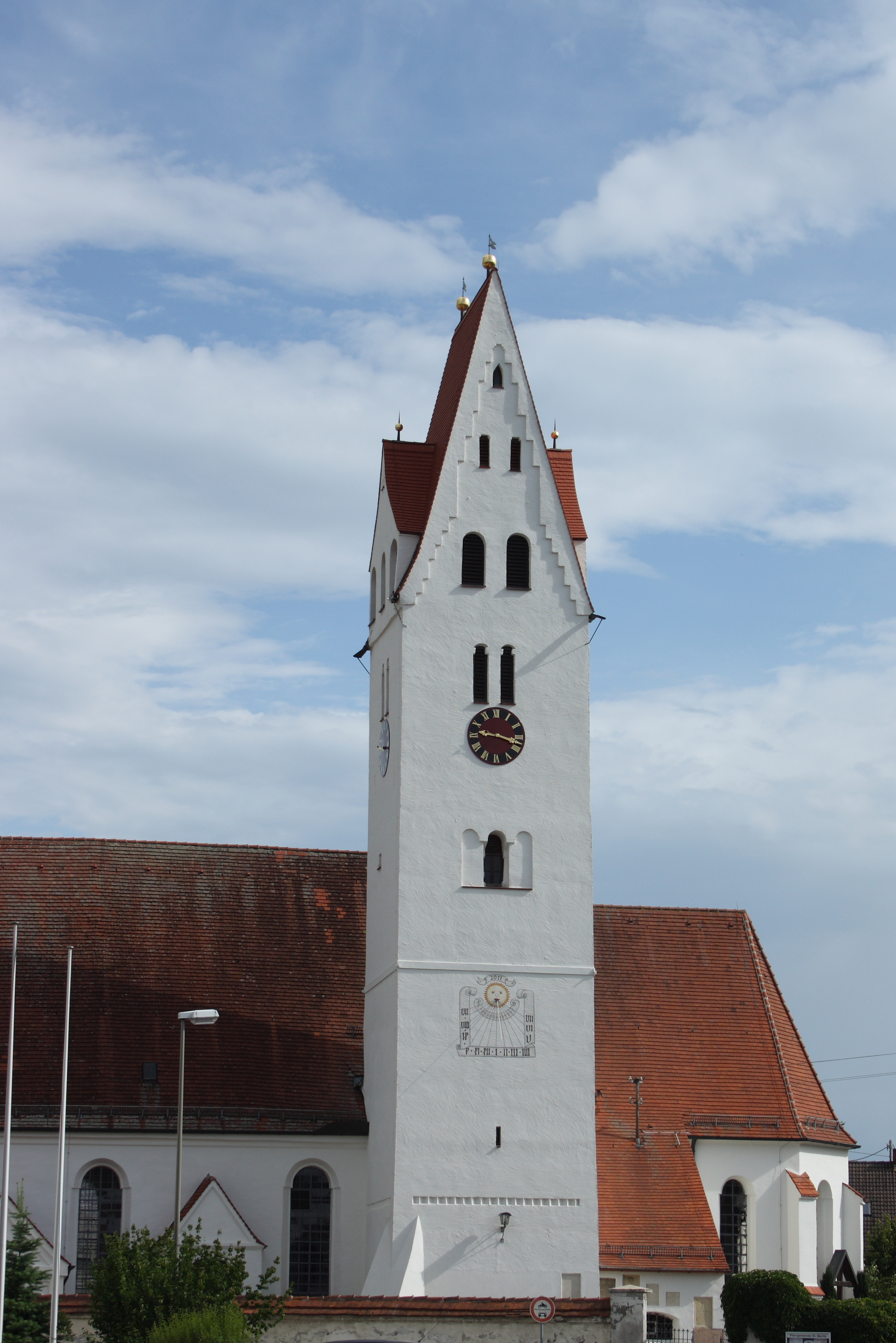
聖マルティン教会

### 見どころ
- ホルツハイム地区のカトリック聖マルティン教区教会
- ホルツハイム地区のカトリック聖ゼバスティアン礼拝堂
- ヴァイジンゲン地区のカトリック聖ジクストゥス教区教会
- エラーバッハ地区のカトリック聖ペーターおよびパウル教区教会
- アルテンバイント地区のカトリック聖シュテファン教区教会
- エピスブルク地区のカトリック聖ニコラウス教区教会

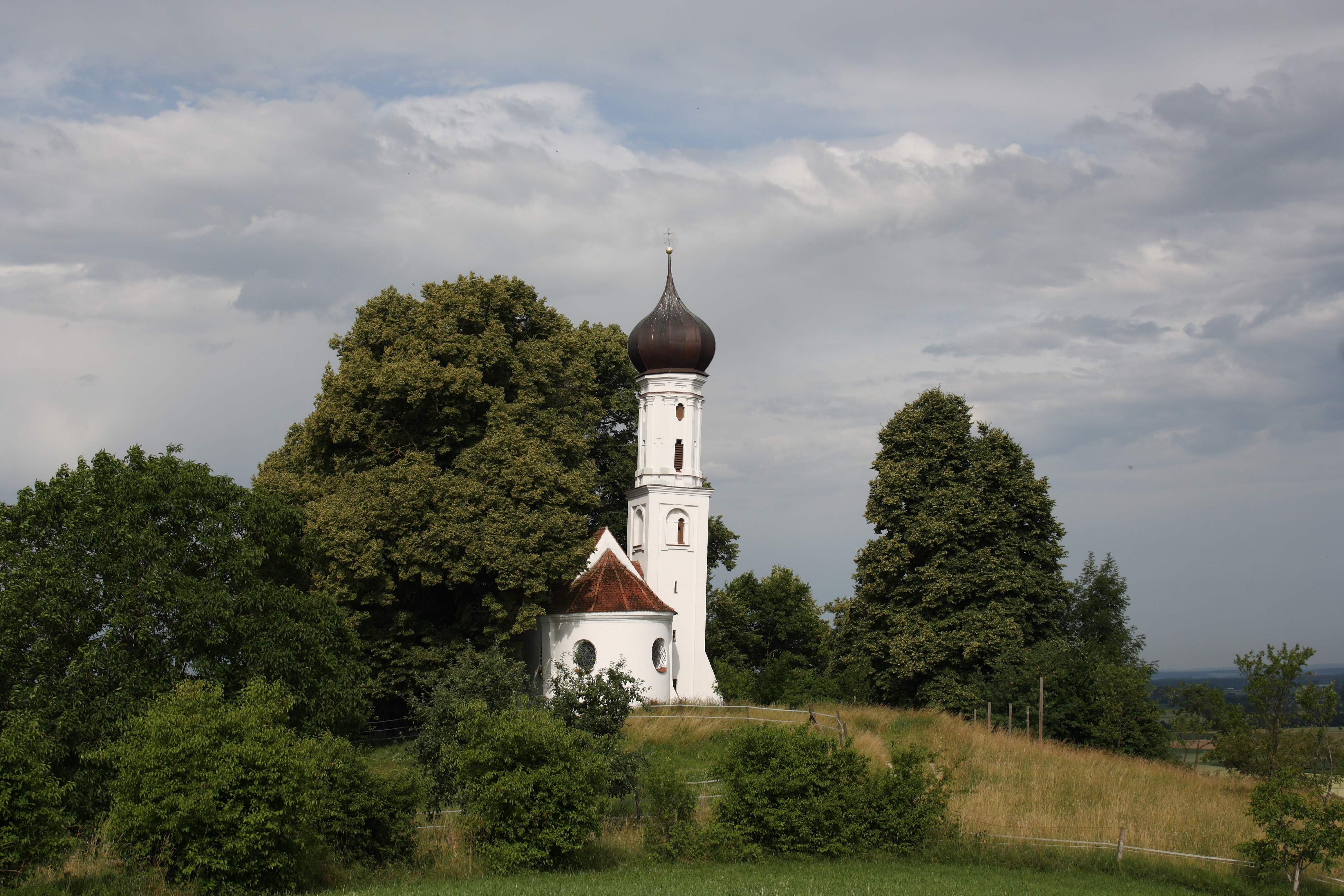
聖ゼバスティアン礼拝堂
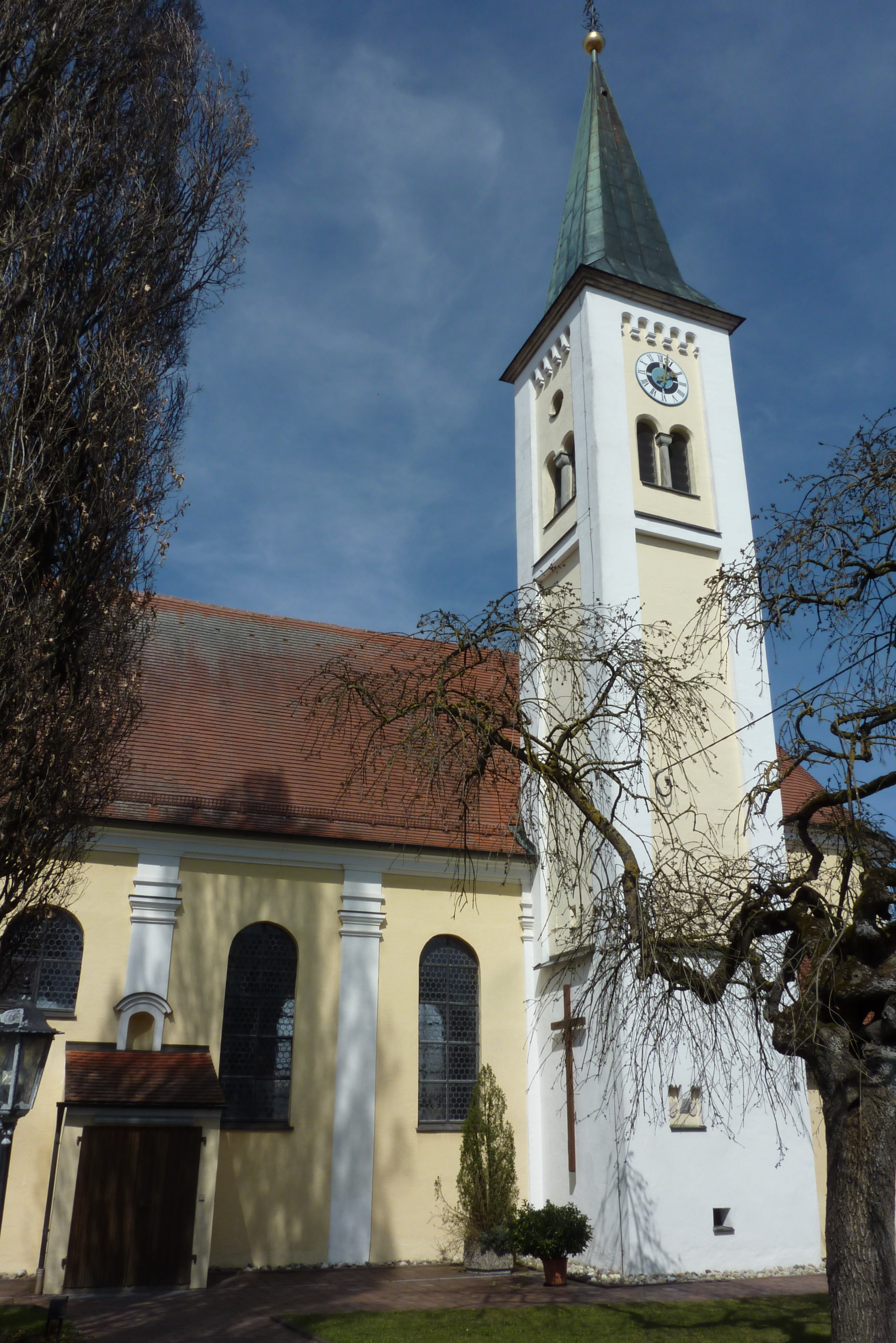
聖ジクストゥス教会
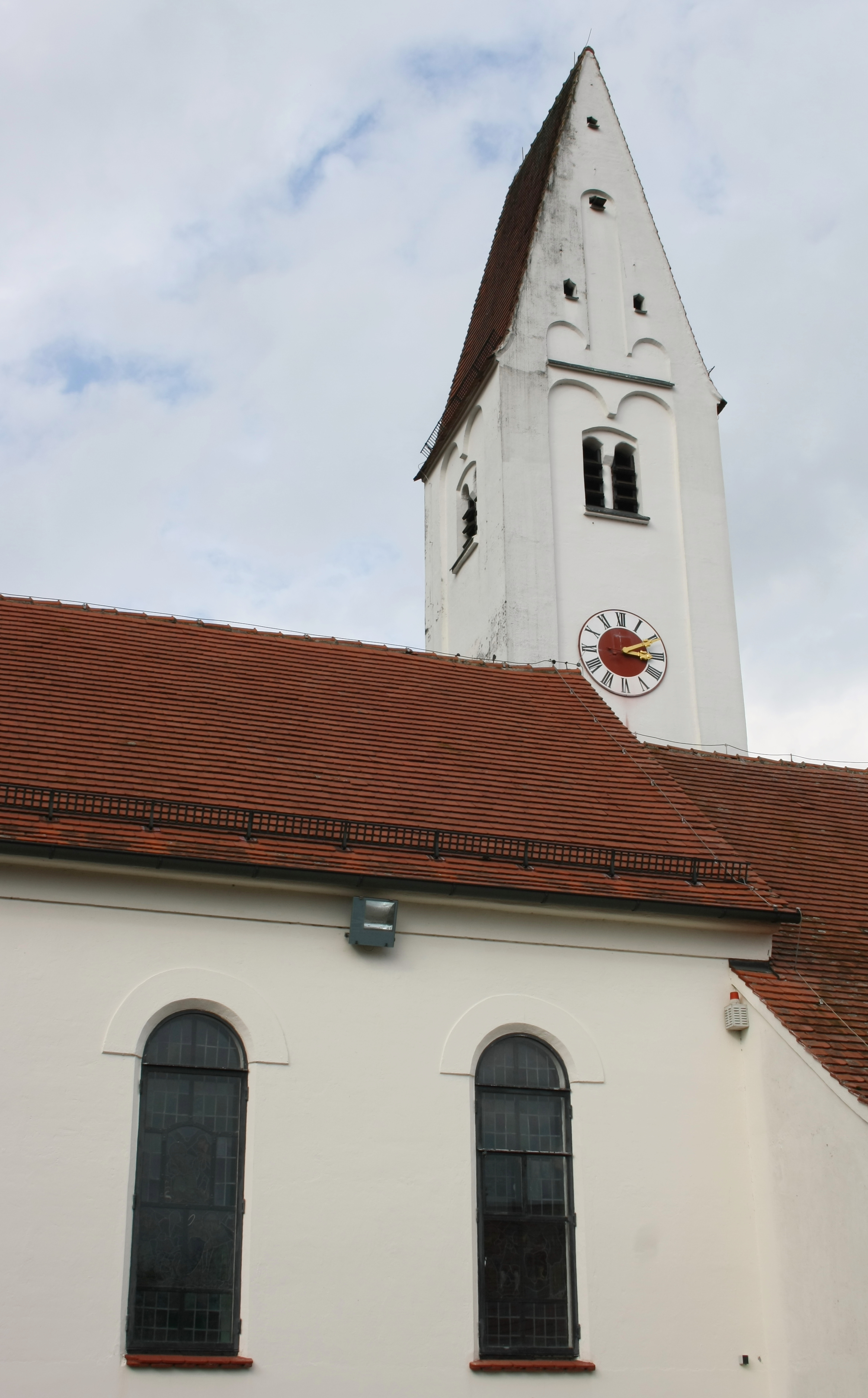
聖ペーターおよびパウル教会
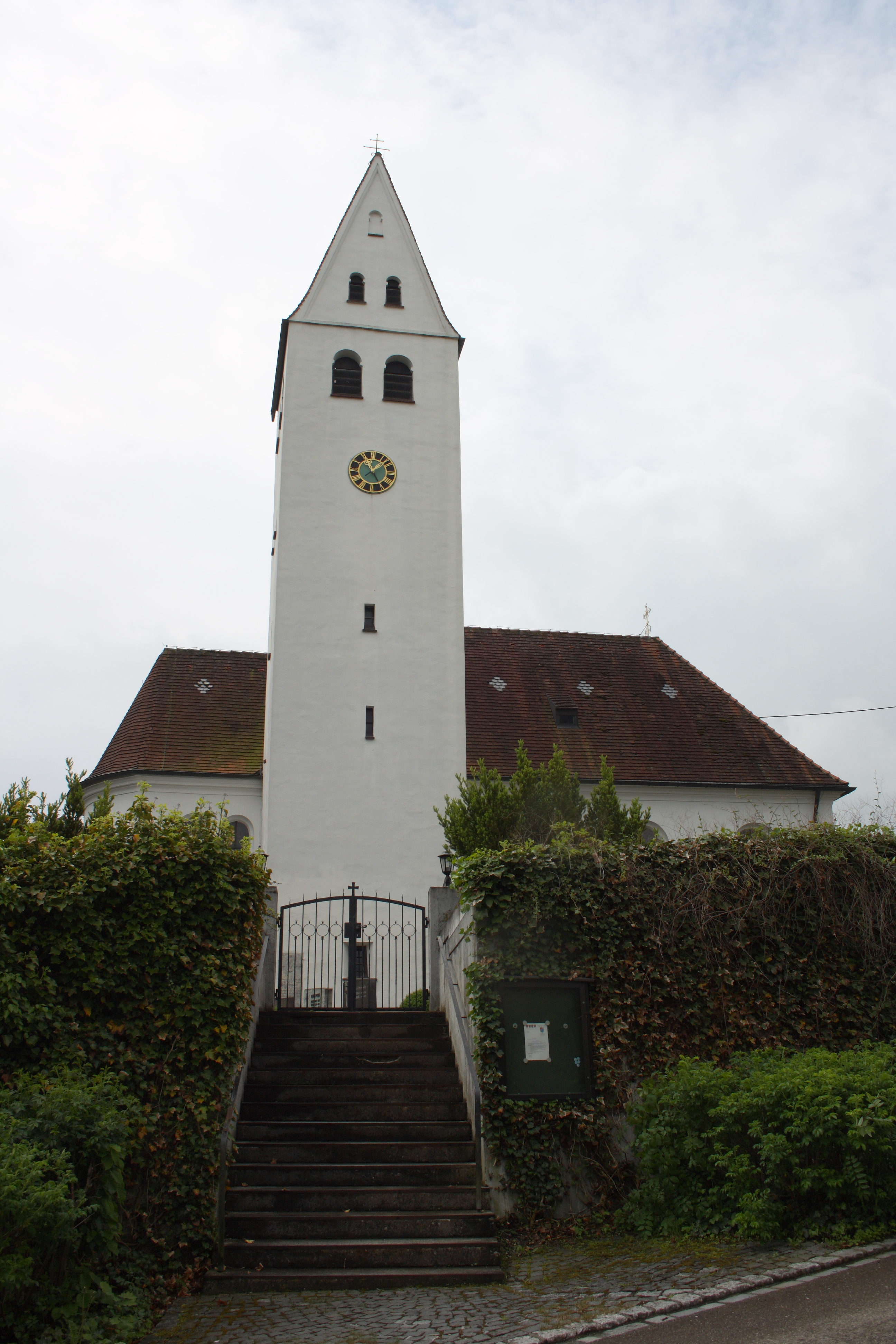
聖シュテファン教会
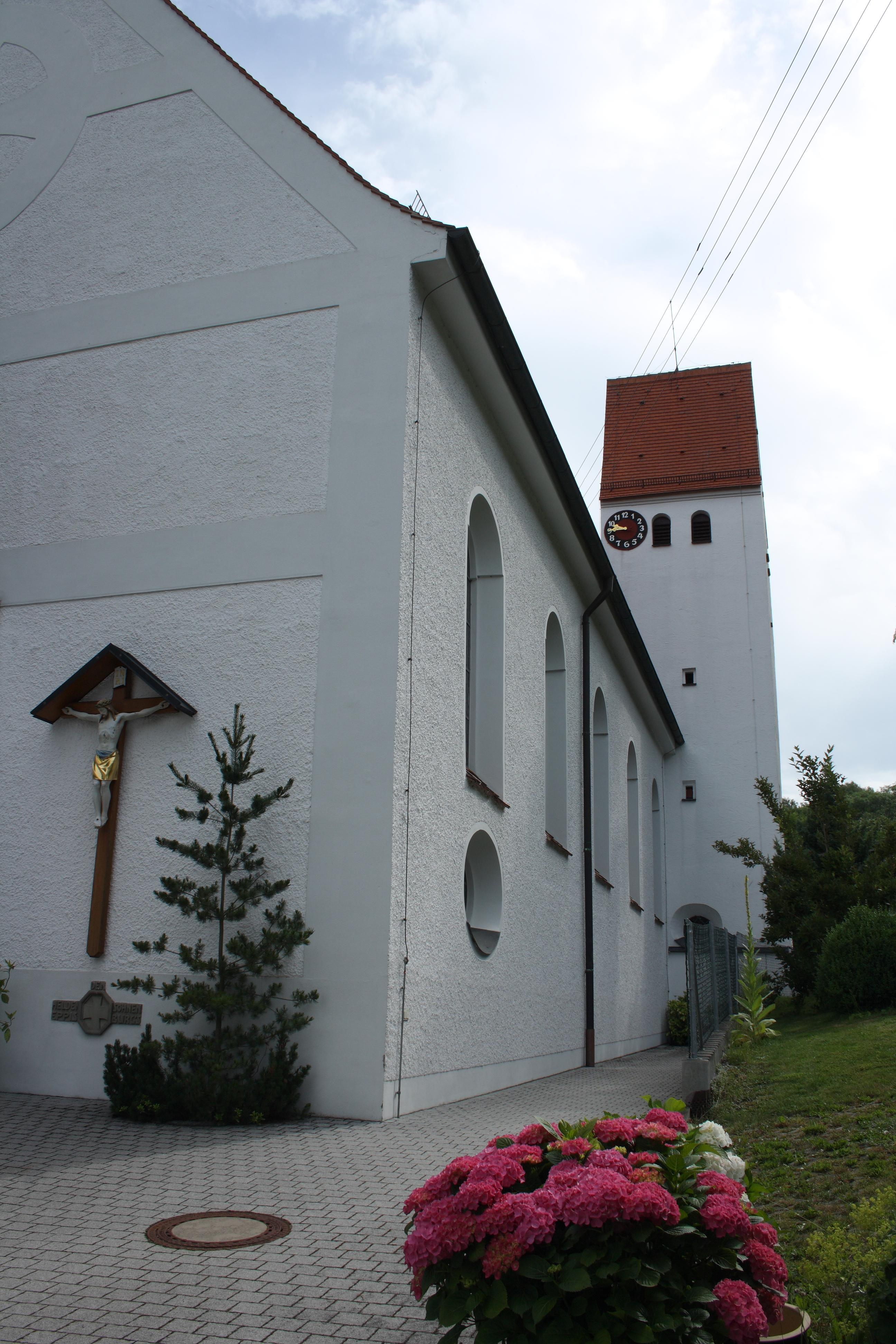
聖ニコラウス教会

## 経済と社会資本

### 経済
ライフアイゼン銀行アッシュベルクは1989年からこの町にあり、2023年に VR-銀行ドナウ＝ミンデル eG. と合併した。
2024年現在、この町の企業 410社の内訳は以下の通りである。
- 工業　2 %
- 手工業　18 %
- 商業　30 %
- その他サービス業　50 %

2020年現在、53軒の農家があり、農業用地の面積は2,015 ha で、そのうち 1,592 ha が農耕地、423 ha が牧草地などの緑地である。

### 教育
2023年現在、以下の教育施設がある。
- 児童教育施設 1園、定員126人[14]
- 託児施設 1箇所
- 基礎課程・中等学校 2校、生徒数299人[15]
- アッシュベルク市民大学（ホルツハイム、グレット、アイスリンゲンを含むホルツハイム行政共同体が運営する）、ドナウツーザム市民大学に加盟している[16]。

### 交通
最寄りの駅は、インゴルシュタット - ノイオフィンゲン線のディリンゲン (ドナウ) 駅とアウクスブルク - ウルム線のオフィンゲン駅である。自動車では州道2028号線および2032号線でアクセスできる。最寄りのアウトバーンのインターチェンジは、約 18 km 離れたツースマールスハウゼンにある（A8号線）。最寄りの空港はメンミンゲン（約 100 km）、ミュンヘン、シュトゥットガルト（ともに約 120 km）にある。

## 人物

### 出身者
- ユリウス・コルマン（ドイツ語版、英語版）（1834年 - 1918年）動物学者、人類学者、解剖学者。